# Новоалтатский сельсовет
Новоалта́тский сельсове́т — упразднённые административно-территориальная единица и муниципальное образование (сельское поселение) в Шарыповском районе Красноярского края. Административный центр поселения — село Новоалтатка.
6 января 2020 года сельское поселение было упразднено в связи с преобразованием муниципального района в Шарыповский муниципальный округ, переходный период до 1 января 2021 года. На уровне административно-территориального устройства соответствующий сельсовет был упразднён со 2 августа 2021 года в связи с преобразованием района в округ.

## География
Новоалтатский сельсовет находится на юго-западе Красноярского края, северо-восточнее районного центра.

## История
Новоалтатский сельсовет наделён статусом сельского поселения в 2005 году.

## Население
| 2010 | 2012  | 2013  | 2014  | 2015  | 2016  | 2017  |
| ---- | ----- | ----- | ----- | ----- | ----- | ----- |
| 1977 | ↗1988 | ↘1945 | ↘1895 | ↘1873 | ↘1836 | ↘1795 |

Гендерный состав
По данным Всероссийской переписи населения 2010 года 941 мужчина и 1036 женщин из 1977 чел.

## Состав сельского поселения
В состав сельского поселения входят 6 населённых пунктов:
| № | Населённый пункт | Тип населённого пункта       | Население |
| - | ---------------- | ---------------------------- | --------- |
| 1 | Белоозёрка       | деревня                      | ↘276      |
| 2 | Глинка           | деревня                      | ↘165      |
| 3 | Крутоярский      | посёлок                      | 143       |
| 4 | Новоалтатка      | село, административный центр | ↗828      |
| 5 | Новокурск        | деревня                      | 273       |
| 6 | Скрипачи         | деревня                      | 292       |